# Vé

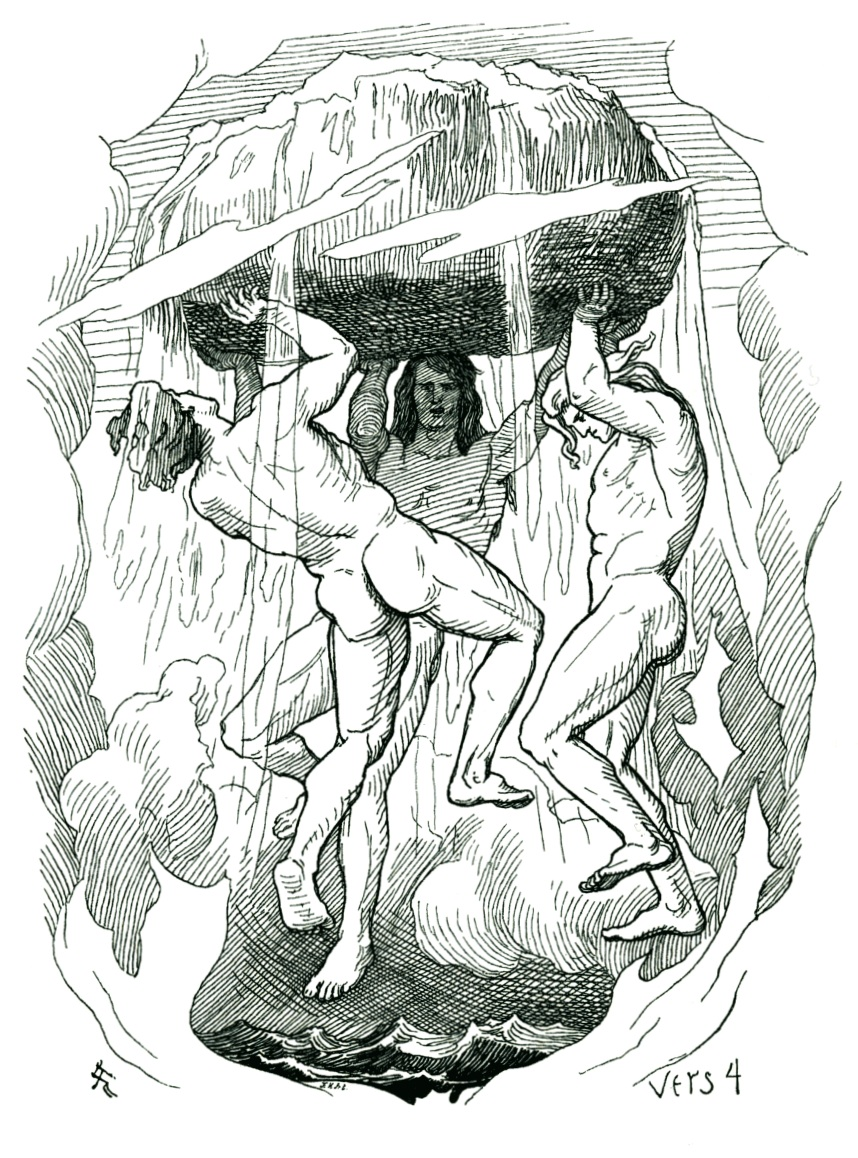
Odin, Vili und Vé heben das Land aus dem Ginnungagap, Illustration von Lorenz Frølich

Vé, auch We (altnordisch Vé „Heiligtum“), ist in der nordischen Mythologie der Bruder Odins, des obersten Gottes, und Vilis, mit dem er stets zusammen genannt wird. Er ist einer der Mitschöpfer der Welt und übernimmt zusammen mit Vili Herrschaft und Frau Odins, als dieser längere Zeit abwesend ist und nicht mehr zurückerwartet wird.